# NACAダクト

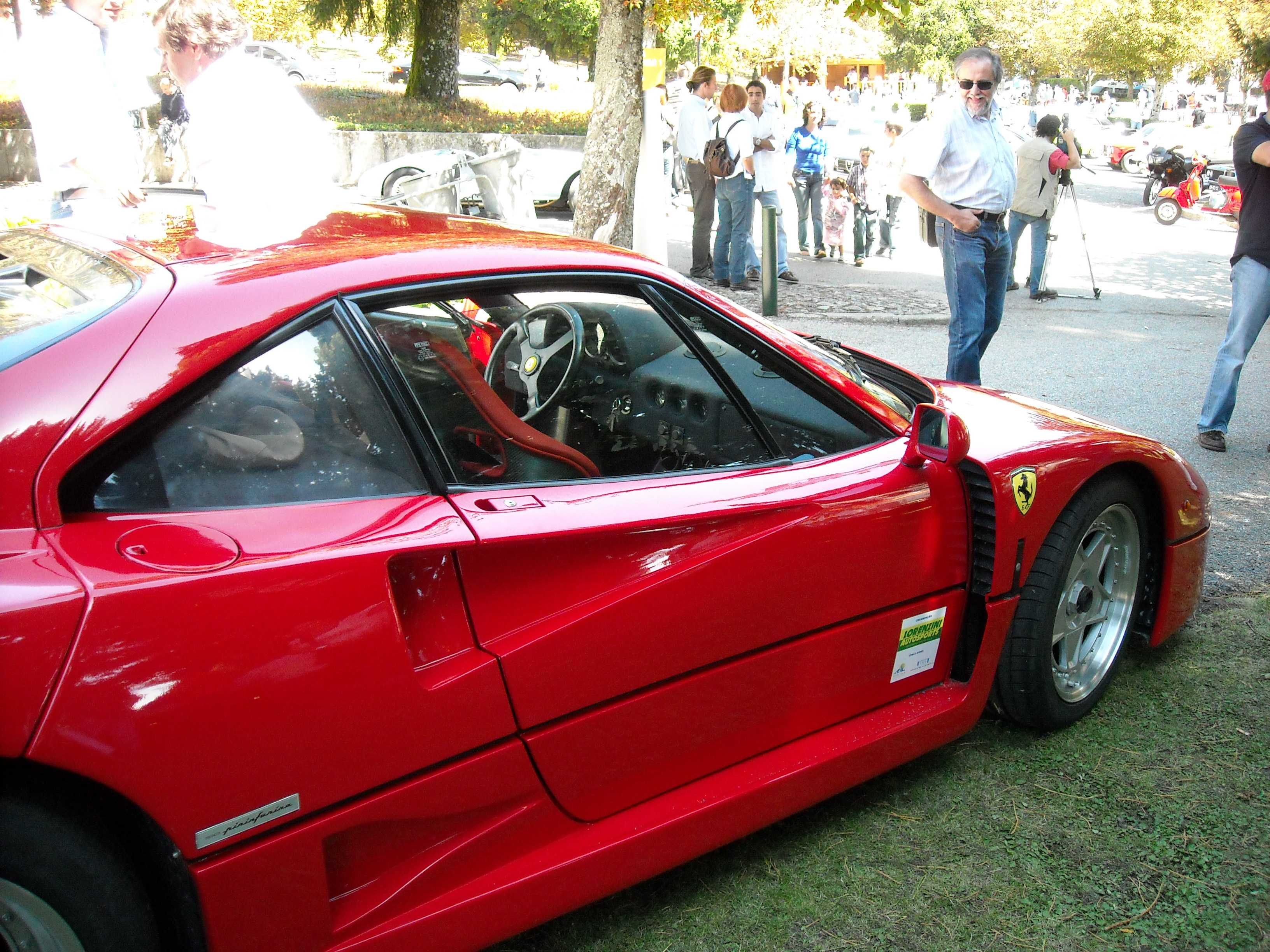
フェラーリ・F40のドアのNACAダクト

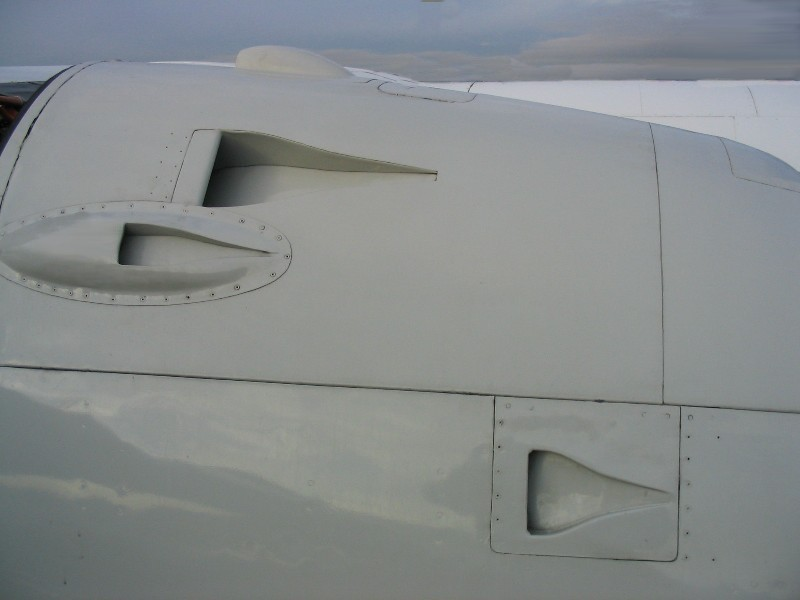
航空機のNACAダクト

NACAダクト（エヌエーシーエーダクト、英語: NACA duct、ナカダクト、ナサダクト）は、空気の取り入れのために1945年にNASAの前身であるアメリカ航空諮問委員会 (NACA) で開発された航空機、レーシングカー、一部のスポーツカー等で機体の表面に突起物を設けずに空気を取り入れる、二等辺三角形の低抵抗の空気取り入れ口、エアインテークの呼称である。

## 概要
NACAフラッシュインレット、NACAスクープ、サブマージド・インレットとも呼ばれる。NACAはアメリカ航空諮問委員会の略で、翼型などについて研究を行った組織である。NACAダクトの目的は空気流の乱れを最小に抑えた状態で冷却用途等の目的で空気をダクト内に導く事で、前に向いた三角形の斜めになった部分から縦渦が発生し、この渦が導入部の境界層の移動が遅く圧力回復が弱いため、周りの空気を強制的にダクト内部に引き込む原理である。NACAダクトが適している亜音速では、ピトー管の圧力回復が実質的に100％であるのに対して、NACAダクトは90％で、エンジンが胴体内に搭載される場合にはNACAダクトは機体の湿潤面積と重量を減らすことができる。黎明期のジェット機でいくつかの利用例があるものの、現在では飛行機の推進装置に見られることは希であり、冷却用の空気導入やガスタービン式APUのように圧力回復があまり重要ではない用途で使われる。